# 亨利克斯·馬特拉斯·傑馬努斯

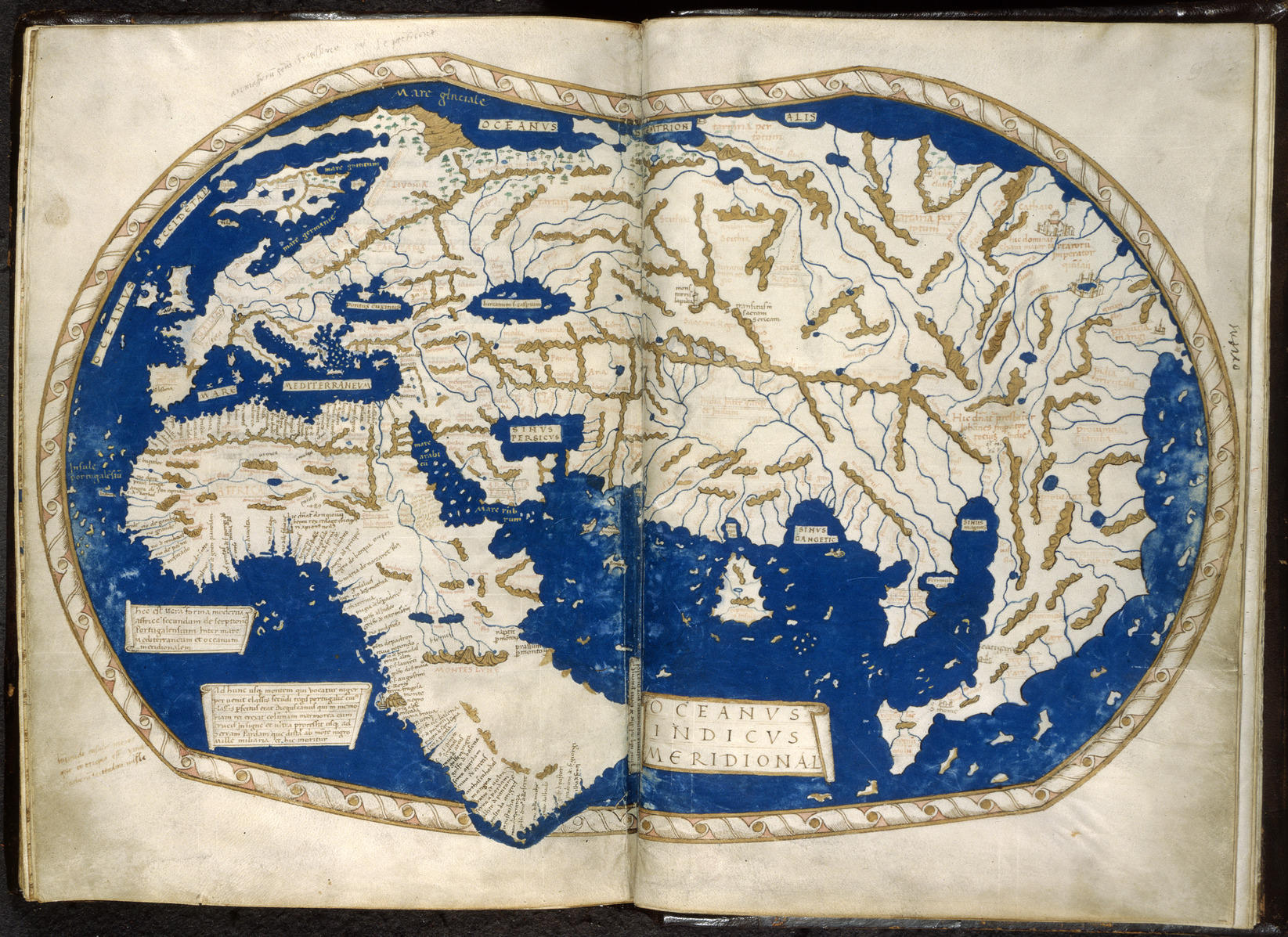
亨利克斯·馬特拉斯·傑馬努斯繪製的世界地圖，藏於大英圖書館

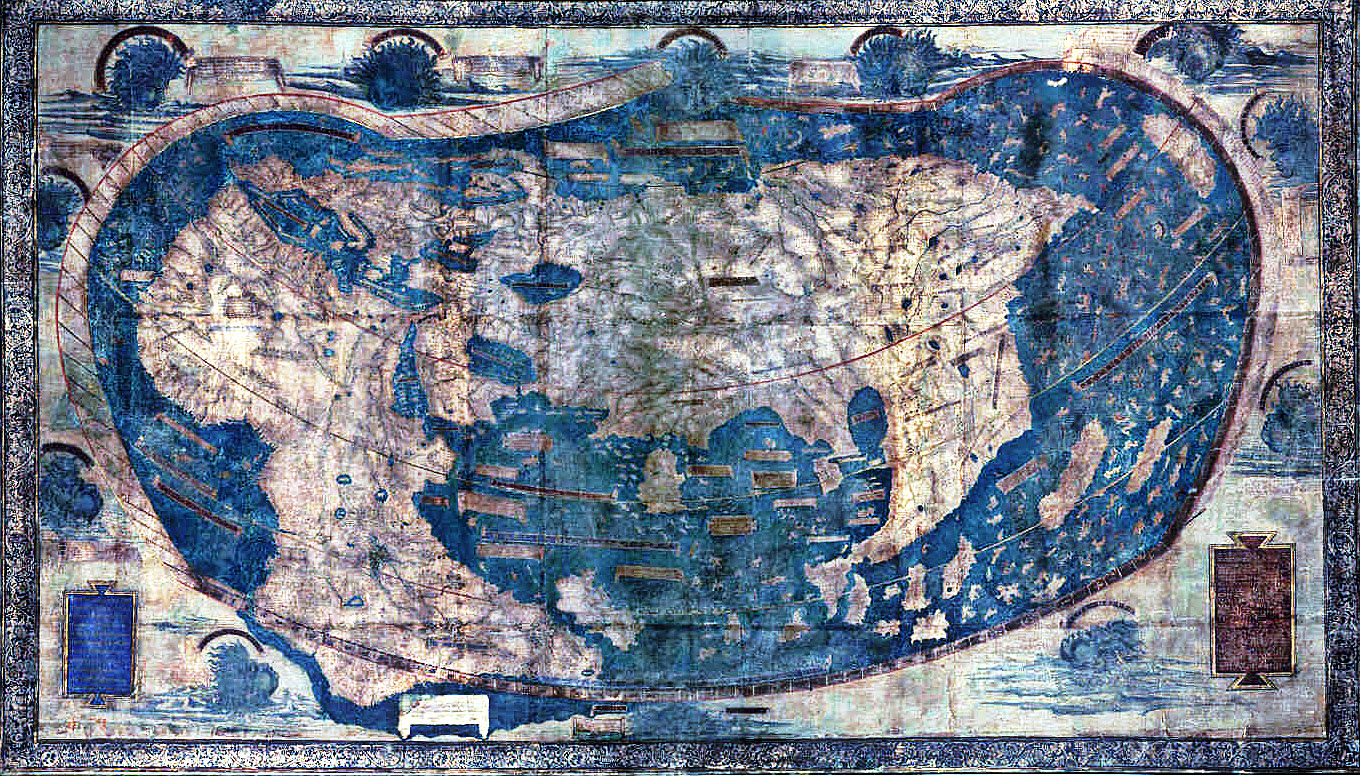
亨利克斯·馬特拉斯·傑馬努斯繪製的世界地圖，藏於耶魯大學

亨利克斯·馬特拉斯·傑馬努斯（Henricus Martellus Germanus）是一名德國製圖師，1480年至1496年間活躍於佛羅倫斯。他流傳下來的地圖作品包括托勒密《地理學指南》的手稿、《島嶼圖鑑》（Insularium illustratum，島嶼地圖的描述性地圖集）的手稿，以及兩張世界地圖。馬特拉斯的世界地圖是第一份展示從非洲南端進入印度洋的通道的世界地圖，總結了大航海地理大發現時代初期的地理知識，也是「15世紀末歐洲最頂尖地圖學的典範」。

## 傳記
人們對亨利克斯·馬特拉斯·傑馬努斯的生平知之甚少，名字和出生地皆是謎。15世紀的學者和工匠採用拉丁化版本的出生名十分常見，馬特拉斯即為這種情況。傑馬努斯（Germanus）是表示德國的拉丁詞彙，也是他出身的最清楚標誌。一些文獻作者假設他的出生名字一定是「Heinrich Hammer」（Henricus Martellus 的德文翻譯），但無文獻佐證。他可能來自德國文藝復興中心紐倫堡，但同樣沒有直接證據。 
當時，佛羅倫斯是大量德國移民的家園，他們從事工匠和藝匠，因此馬特拉斯在這座城市並不引人注目。他在1480年至1496年間活躍於佛羅倫斯，至少曾在弗朗切斯科·罗塞利（Francesco Rosselli）的工作室待過一段時間。  
他的作品受到了另一位活躍在佛羅倫斯的德國製圖師尼克勞斯·傑馬努斯影響，但他的教育或經歷無人知曉。 馬特拉斯自己聲稱他四處旅行，表明他可能是一位商人。

## 作品
馬特拉斯現存的地圖作品包括兩幅世界地圖、托勒密《地理學指南》以及《島嶼圖鑑》（Insularium illustratum）的手稿。

### 世界地圖
馬特拉斯在1489年至1491年左右，至少繪製了一幅世界地圖，這幅地圖與馬丁·貝海姆在1492年附近所製作的貝海姆地球儀十分相似。兩者都搭配新的資料改造現有的托勒密模型，像是開闢往南非的通道，在黃金半島（馬來半島）以東繪製了一個巨大的新半島。這兩則新資料可能源自哥倫布於1485年左右在里斯本製作的地圖。
世界地圖手稿的尺寸為201×122公分（79英寸×48英寸），在1960年代時被重新發現，後來捐赠给耶魯大學拜內克古籍善本圖書館。 左下角有銘文寫道：「儘管斯特拉波和托勒密以及大多數古人在描述世界方面最為勤奮不懈，但是我們將之匯集在這張圖片中，並在其真實位置仔細展示了他們努力卻遺漏一直不為他們所知的新知識」。  亨利克斯·馬特拉斯·傑馬努斯的另一幅世界地圖收藏於大英圖書館。
美國製圖史學家切特·凡·杜澤（Chet van Duzer）帶領的2014年多光譜成像計畫揭示了地圖上許多從前難以辨認的細節，包括對亞洲北部豪豬的描繪，對希波波第斯人（the Hippopodes）和帕諾蒂人（the Panotti）等神話民族的提及，以及數量驚人的非洲內部資訊，這些知識很可能源自於1441年出席佛羅倫斯大公會議的衣索比亞代表團。 

### 托勒密《地理學指南》
1480年左右，馬特拉斯創作了他最早作品「托勒密的《地理學指南》」的手寫本。第一版遵循了標準的托勒密模型，即一幅傳統的世界地圖和26幅使用梯形投影的區域地圖。後續版本是為他的贊助人Camillo Maria Vitelli製作的。除傳統地圖外，馬特拉斯還增加了一些新的地圖（tabulae modernae），包括地中海島嶼、小亞細亞、北歐、不列顛群島的地圖和北非海岸的航海圖。在一篇序言中，他聲稱他的地圖包含了葡萄牙人新發現的所有港口和海岸。 

### 島嶼圖鑑
馬特拉斯還製作了一本《島嶼圖鑑》，現存五份手稿，還有一份工作用副本存放在老楞佐圖書館中。該圖鑑收錄了愛琴海島嶼的插圖描述，大部分是從克里斯托福羅·布隆戴蒙提（Cristoforo Buondelmonti）之前的作品複製而來。 布隆戴蒙提的《isolario》（島嶼的書籍）在15世紀被多次翻印，但馬特拉斯在他自己的版本中加入了科西嘉島、撒丁島和西西里島等其它地中海島嶼，他也是第一個在地中海以外加入島嶼的人，包括英國和愛爾蘭。他是第一個加入幾張區域地圖和一張世界地圖的人。特別是，大英圖書館的手稿包含了他最重要、最詳細且被廣泛翻印的世界地圖。 

## 影響
馬特拉斯地圖是1507年瓦爾德澤米勒地圖的參考來源，整體佈局大同小異，马丁·瓦尔德泽米勒使用了與馬特拉斯相同的「偽心形投影」。兩位製圖師都在地圖邊界加入了裝飾性的吹風頭像（ wind-heads），並且都利用了投影的下撲線在地圖下角的額外空間加入文本區塊。兩張地圖上的北非形狀是一樣的；也就是說，它是具有尖銳西北角的托勒密地圖。地圖上的東亞形狀也十分相似，都有個巨大的半島向西南伸入印度洋，而日本在兩張地圖上的位置完全相同，皆在東部邊緣。

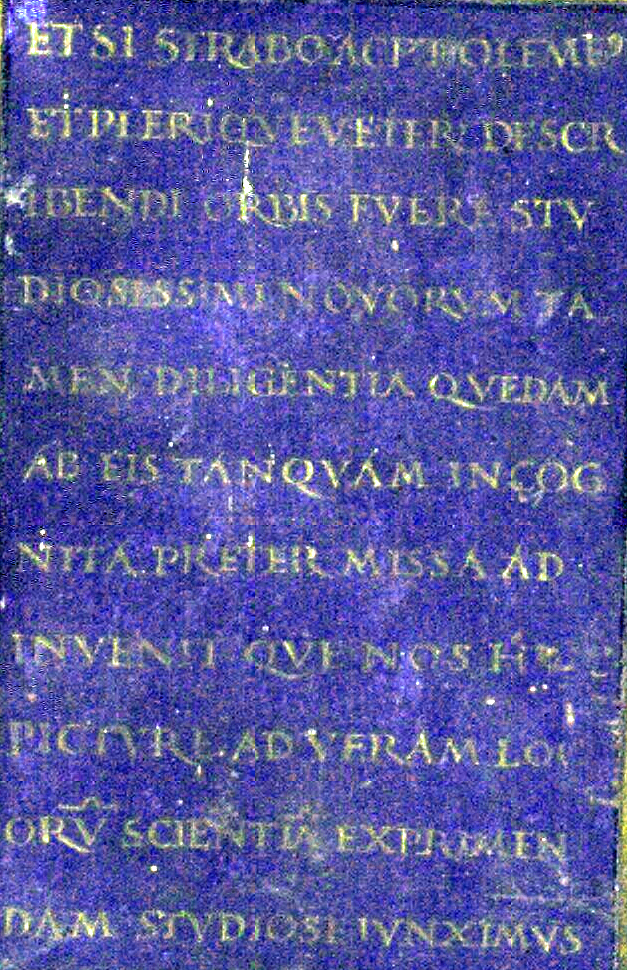
亨利克斯·馬特拉斯，1491 年世界地圖上的說明性題辭

## 筆記
1. ↑  Edson 2007, p. 219
2. 1 2 3  Van Duzer 2019, p. 3
3. 1 2 3  Edson 2007, pp. 215-220
4. ↑  Van Duzer 2019, p. 4
5. ↑  Urbanus, Jason. . Archaeology. Jan–Feb 2016, 69 (1): 9–10  [11 January 2021]. ISSN 0003-8113. （原始内容存档于2022-02-02）.
6. ↑  Hammer, Heinrich. . Beinecke Rare Book & Manuscript Library. Yale University.   [31 August 2017]. （原始内容存档于2020-01-24）.; Chet Van Duzer, Henricus Martellus's World Map at Yale (c. 1491): Multispectral Imaging, Sources, and Influence, Berlin, Springer International Publishing, 2018.
7. ↑  ETSI STRABO AC PTOLEMEUS ET PLERIQUE VETERUM DESCRIBENDI ORBIS FUERE STUDIOSISSIMI NOVORUM TAMEN DILIGENTIA QUEDAM AB EIS TANQUAM INCOGNITA PRETERMISSA ADINVENIT QUE NOS HOC PICTURE AD VERAM LOCORUM SCIENTIAM EXPRIMENDAM STUDIOSE IUNXIMUS
8. ↑  .   [2022-02-06]. （原始内容存档于2022-02-01）.
9. ↑  Miller, Greg. . National Geographic. 8 October 2018  [26 August 2019]. （原始内容存档于2021-02-16）.
10. ↑  Van Duzer 2019, pp. 9-18
11. ↑  Bouloux, Nathalie. . The Historical Review / La Revue Historique. 2012, IX: 77–94  [30 September 2016]. （原始内容存档于2022-02-03）.
12. ↑  Chet Van Duzer, "Waldseemüller's World Maps of 1507 and 1516: Sources and Development", The Portolan, No.1, Winter 2012, p.12.

## 外部連結
- Arthur Davies: Behaim, Martellus and Columbus, The Geographical Journal, Vol. 143, No. 3 (Nov., 1977), pp. 451-459 （页面存档备份，存于）
- Alexander O. Vietor: A Pre-Columbian Map of the World, Circa 1489, Imago Mundi, Vol. 17, 1963 (1963), pp. 95-96 （页面存档备份，存于）
- An essay on the world maps created by Henricus Martellus Germanus （页面存档备份，存于）
- Recent findings via multispectral imaging: presentation by Chet van Duzer, Hidden secrets of Yale's 1491 world map revealed via multispectral imaging press release by Yale University （页面存档备份，存于）.